# Локрі
Локрі (італ. Locri, сиц. Locri) — муніципалітет в Італії, у регіоні Калабрія, метрополійне місто Реджо-Калабрія‎. Антична назва — Локри.
Локрі розташоване на відстані близько 520 км на південний схід від Рима, 80 км на південь від Катандзаро, 55 км на схід від Реджо-Калабрії.
Населення — 12 548 осіб (2014).
Щорічний фестиваль відбувається 25 листопада. Покровитель — Свята Катерина Александрійська (італ. Santa Caterina d'Alessandria).

## Демографія
Населення за роками:

Станом на 1 січня 2023 року в муніципалітеті офіційно проживало 805 іноземців з 40 країн, серед них 243 громадяни країн Євросоюзу та 89 громадян України.

## Сусідні муніципалітети
- Антоніміна
- Джераче
- Портільйола
- Сідерно

## ЗМІ
У місті розташований головний офіс італійської радіостанції Radio Studio 54 Network.